# Akcja T4
Akcja T4 (niem. Aktion T4, E-Aktion) – program realizowany w III Rzeszy w latach 1939–1944, polegający na fizycznej „eliminacji życia niewartego życia” (niem. Vernichtung von lebensunwertem Leben). W ramach akcji mordowano chorych na schizofrenię, niektóre postacie padaczki, otępienie, pląsawicę Huntingtona, stany po zapaleniu mózgowia, osoby niepoczytalne, chorych przebywających w zakładach opiekuńczych ponad 5 lat oraz ludzi z niektórymi wrodzonymi zaburzeniami rozwojowymi. Liczba zamordowanych w czasie trwania tej akcji jest trudna do oszacowania ze względu na jej półoficjalny charakter (a w późniejszym okresie jej utajnienie), przeniesienia chorych pomiędzy poszczególnymi zakładami opiekuńczymi i na ogół niewielkie zainteresowanie rodzin losami chorych umieszczonych w zakładach opiekuńczych. Szacuje się, że w okresie szczytowym tego programu, tj. w latach 1940–1941, zabito w jego ramach 70 273 chorych i niepełnosprawnych , w tym także pensjonariuszy szpitali psychiatrycznych na terenach okupowanych. Uważa się także, że ogółem w latach 1939–1945 zabito (rozstrzelano, zagazowano lub otruto) ok. 200 000 ludzi upośledzonych i niepełnosprawnych.
Od kwietnia 1941 r. program ten rozszerzono o „akcję 14f13” (niem. Aktion 14f13), obejmującą chorych psychicznie i niepełnosprawnych więźniów obozów koncentracyjnych, w ramach której wymordowano ok. 20 tys. osób.
Aktion T4 była pierwszym masowym mordem ludności dokonywanym przez nazistowskie Niemcy, podczas którego opracowano „technologię” grupowego zabijania, zastosowaną później w niemieckich obozach zagłady.
Akcja ta była także nazywana „eutanazją” osób upośledzonych – stąd skrót E-Aktion, natomiast szerzej znany skrót T4 pochodzi od adresu biura tego przedsięwzięcia mieszczącego się w Berlinie przy Tiergartenstraße 4.
Skrót „14f13” był jednym z oznaczeń kodowych SS używanych w obozach koncentracyjnych przy ewidencji przyczyn zgonów oraz sposobu postępowania z więźniami (niem. Sonderbehandlung 14f13: 14 – obóz koncentracyjny, f – śmierć więźnia, 13 – zagazowanie).

## Przebieg akcji

### Geneza

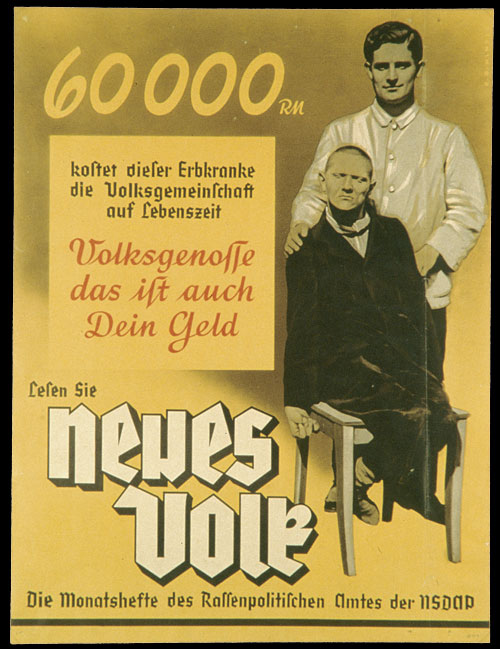
Niemiecki plakat propagandowy z około 1938: Ta osoba cierpiąca na choroby genetyczne kosztuje społeczeństwo 60 000 reichsmarek w trakcie swojego życia. Towarzyszu, to także twoje pieniądze!

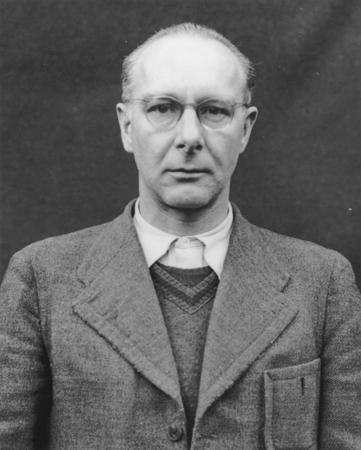
Viktor Brack, organizator akcji T4

Idea zabijania osób niepełnosprawnych, będących ciężarem ekonomicznym dla społeczeństwa, znana była jeszcze w starożytności (np. w Sparcie porzucano ułomne noworodki poza miastem, na górze Tajget).
Daleko później, a zwłaszcza w III Rzeszy, uzasadnieniem takiego postępowania były ideologie eugeniki negatywnej (tj. eliminacji genów obciążających pulę genetyczną społeczeństwa), z której bezpośrednio wywodziła się propagowana w III Rzeszy tzw. „higiena rasowa” (niem. Rassenhygiene) oraz darwinizmu społecznego (osobniki chore i nieprzystosowane są eliminowane w „walce o byt”). W propagowanie tych idei w hitlerowskich Niemczech zaangażowanych było wielu naukowców z tamtych czasów: prof. psychiatrii Ernst Rüdin, prof. Alfred Ploetz, prof. Fritz Lenz i inni (z których część była później bezpośrednio włączona do realizacji akcji T4).

### Okres początkowy
Początkowo osoby upośledzone lub kalekie podlegały w III Rzeszy (a także w kilku innych krajach) przymusowej sterylizacji. Regulowała to Ustawa o zapobieganiu narodzin potomstwa obciążonego chorobą dziedziczną z 14 lipca 1933 r. (niem. Gesetz über die Verhütung erbkranken Nachwuchses) oraz późniejsze, na mocy których wysterylizowano przymusowo ok. 400 tys. obywateli III Rzeszy (początkowo tylko dzieci, później także dorosłych).

### Sprawa dziecka Kretschmara
Prawdopodobnie ideowym impulsem organizacji „Akcji T 4” była tzw. „sprawa dziecka Kretschmara”. W lutym 1939 r. (według innych danych w grudniu 1938 r.) do kancelarii Hitlera nadszedł list od niejakiego Kretschmara, ojca niemowlęcia, które urodziło się z niedorozwojem jednej stopy oraz było pozbawione jednego przedramienia, ślepe i z „wrodzonym idiotyzmem”. Autor listu prosił, aby temu dziecku udzielono „łaski śmierci” tak, by je „usunąć” (niemowlę to było badane w klinice pediatrycznej w Lipsku przez prof. Wernera Catela, który zaproponował wystąpienie z taką prośbą do Hitlera). Hitler polecił swemu osobistemu lekarzowi dr. Karlowi Brandtowi, aby zbadać to dziecko i jeśli informacje okażą się prawdziwe – zabić je. Polecił również Brandtowi oraz szefowi swojej kancelarii Philippowi Bouhlerowi, aby w przyszłości podobne przypadki załatwiali podobnie. Dziecko Kretschmara prawdopodobnie zginęło zabite zastrzykiem.
Sprawa tożsamości dziecka Kretschmara jest niejasna: prawdopodobnie był to chłopiec, który urodził się w rodzinie Kretschmar 20 lutego 1939 r. w Pomßen w Saksonii, nosił imiona Gerhard Herbert i prawdopodobnie zabito go w lipskiej klinice 25 lipca 1939 r. (oficjalnie zmarł na „niewydolność serca”).

### Aktion T4

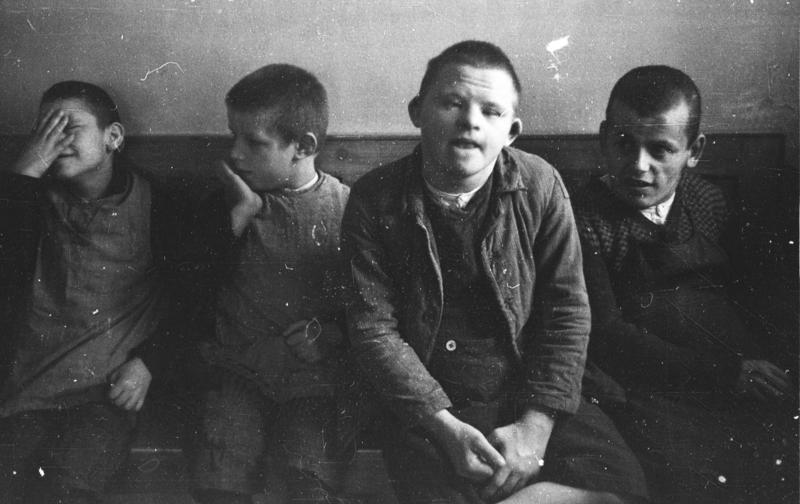
Chore psychicznie dzieci ze szpitala psychiatrycznego Schönbrunn; fotografia wykonana w 1934 roku przez fotografa SS – Friedricha Franza Bauera

20 września lub 21 września 1939 r. w „Grand Hotelu” w Sopocie odbyła się narada z udziałem Hitlera, w której uczestniczyli m.in. dr Karl Brandt, Philipp Bouhler i dr Leonardo Conti, na której Hitler przedstawił plany dotyczące likwidacji na terenie Niemiec osób umysłowo chorych, wychodząc z założenia, że wpłynie to na utrzymanie „czystości niemieckiej krwi”. Conti wątpił wprawdzie, że jest to metoda mogąca wpłynąć na „udoskonalenie rasy”, ale mimo tego na naradzie tej podjęto założenia dotyczące wprowadzenia akcji bezbolesnego zabijania chorych psychicznie i niedorozwiniętych dzieci. Podjęte decyzje przyjęły formę dyrektywy Hitlera z października 1939 r. (antydatowanej na 1 września 1939 r.), w myśl której: 

Reichsleiter Bouhler i dr med. Brandt są z mojego polecenia odpowiedzialni za rozszerzenie kompetencji lekarzy, którzy zostaną wymienieni z nazwiska tak, żeby osobom według wszelkiego prawdopodobieństwa nieuleczalnie chorym wobec zupełnie krytycznej oceny stanu ich zdrowia można było zapewnić łaskawą śmierć.
/-/ A. Hitler

Philipp Bouhler zorganizował w Berlinie przy Tiergartenstraße 4 biuro tej akcji. Pierwotną, oficjalną nazwą tej instytucji była Państwowa Komisja do spraw Zakładów Opiekuńczo-Leczniczych (niem. Reichsarbeitsgemeinschaft Heil- und Pflegeanstalten, skr. RAG). W późniejszym czasie urząd ten rozrastał się i powoływał nowe komórki oraz zmieniał nazwy. Kierownikiem programu został wyznaczony 37-letni prof. psychiatrii Werner Heyde, a od 1941 r. prof. psychiatrii Paul Nitsche. Dyrektywa Hitlera była usankcjonowaniem wcześniej podjętych działań w tym kierunku. W czerwcu 1939 r. odbyło się spotkanie dla opracowywania zasad „eutanazji” dzieci niepełnosprawnych, w którym oprócz Bouhlera i Brandta brali udział także minister zdrowia Rzeszy dr Leonardo Conti, szef kancelarii Rzeszy Hans Heinrich Lammers oraz Martin Bormann jako szef kancelarii NSDAP. Natomiast 18 sierpnia 1939 r. Ministerstwo Spraw Wewnętrznych Rzeszy wydało utajnione rozporządzenie, w którym powoływano Komitet Rzeszy ds. Naukowego Opracowywania Ciężkich Chorób Uwarunkowanych Genetycznie i Konstytucjonalnie (niem. Reichsausschuss zur wissenschaftlichen Erfassung erb- und anlagebedingter schwerer Leiden). W tym samym dniu Ministerstwo Spraw Wewnętrznych Rzeszy wydało okólnik, w którym zarządzano: 

Akuszerka, która pomagała przy narodzinach dziecka – także w przypadku, gdy wezwano na poród lekarza – składa meldunek we właściwym dla miejsca urodzenia dziecka urzędzie zdrowia (...) jeśli zachodzi podejrzenie, że nowo narodzone dziecko jest dotknięte następującymi ciężkimi wrodzonymi wadami:
(1) idiotyzm oraz mongolizm (zwłaszcza przypadki związane ze ślepotą i głuchotą),

(2) małogłowie (nieproporcjonalnie małe wymiary głowy, zwłaszcza części mózgowej czaszki),

(3) wodogłowie wysokiego bądź zaawansowanego stopnia,

(4) ułomności wszelkiego rodzaju, a w szczególności brak całych kończyn, ciężkie rozszczepienia głowy i kręgosłupa itd.,

(5) porażenia włącznie z chorobą Little’a.
(...) Akuszerka otrzymuje za swój nakład pracy rekompensatę w wysokości 2 RM

Prawdopodobnie treść ww. dokumentów była tworzona przy udziale prof. neurologii Maxa de Crinisa (1889–1945), pełniącego funkcję nieoficjalnego doradcy ds. medycznych Hitlera i Himmlera.
Początkowo dzieci, które uznawano za „niegodne życia” zabijano poprzez wstrzyknięcie śmiertelnej dawki barbituranów lub morfiny (kierowano je na „szczepienie” do specjalnych ośrodków, z których najwcześniej zaczął działać w Aplerbeck). Obowiązek zgłaszania upośledzonych dzieci uzasadniano względami naukowo-badawczymi oraz prewencji i dotyczył on także lekarzy urzędowych, pediatrów i pielęgniarek środowiskowych. Dzieci te były szczegółowo badane i kierowane do wyznaczonych zakładów opiekuńczych. Decyzję co do ich losów podejmowali na podstawie dokumentów konsultanci Komitetu Rzeszy. W przypadku decyzji o zabiciu dziecka (zwykle poprzez wstrzyknięcie śmiertelnej dawki barbituranów lub morfiny) zastrzyk wykonywał personel pielęgniarski i lekarski jako zwykły zabieg medyczny, oficjalnie np. jako „szczepienie” .
Mózgowia osób (a zwłaszcza dzieci) zgładzonych w ramach akcji T4 wraz z dokumentacją kliniczną często kierowano do placówek neuropatologicznych i tworzono z nich specjalne „kolekcje” jako przedmiot badań naukowych. Jeszcze wiele lat po wojnie publikowano prace naukowe opierając je na danych zgromadzonych w tych „kolekcjach”.
Po zakończeniu kampanii wrześniowej, już w 1939 r., „Akcja T 4” została rozszerzona na pacjentów i pensjonariuszy szpitali psychiatrycznych i ośrodków opieki z terenów okupowanych i włączonych do Rzeszy. Tu, ponieważ mniej krępowano się względami utrzymania tajemnicy, dokonywały tego oddziały SS i policji.
W miarę rozszerzania akcji T4 zabijanie zastrzykami uznano za nieefektywne i rozpoczęto eksperymenty z zabijaniem trującymi gazami (tlenkiem węgla, spalinami samochodowymi, później także cyjanowodorem). Stacjonarne komory gazowe do zabijania osób w ramach akcji T4 umiejscowiono w piwnicach dawnych zamków. Miejscami, w których po raz pierwszy wybudowano prymitywne komory gazowe i zastosowano zabijanie gazem, były szpitale psychiatryczne na okupowanych terenach polskich: w Owińskach k. Poznania, Świeciu, Kocborowie. Chorych przewożono i zagazowywano też w Forcie VII w Poznaniu (do końca 1939 r. zgładzono tam ok. 4500 osób). Niewykluczone, że eksperymentowano tam także z mobilnymi komorami gazowymi na samochodzie, zewnętrznie wyglądającymi jak wozy meblowe, a także stosowano inne sposoby zabijania, np. masowe rozstrzeliwania i zastrzyki .

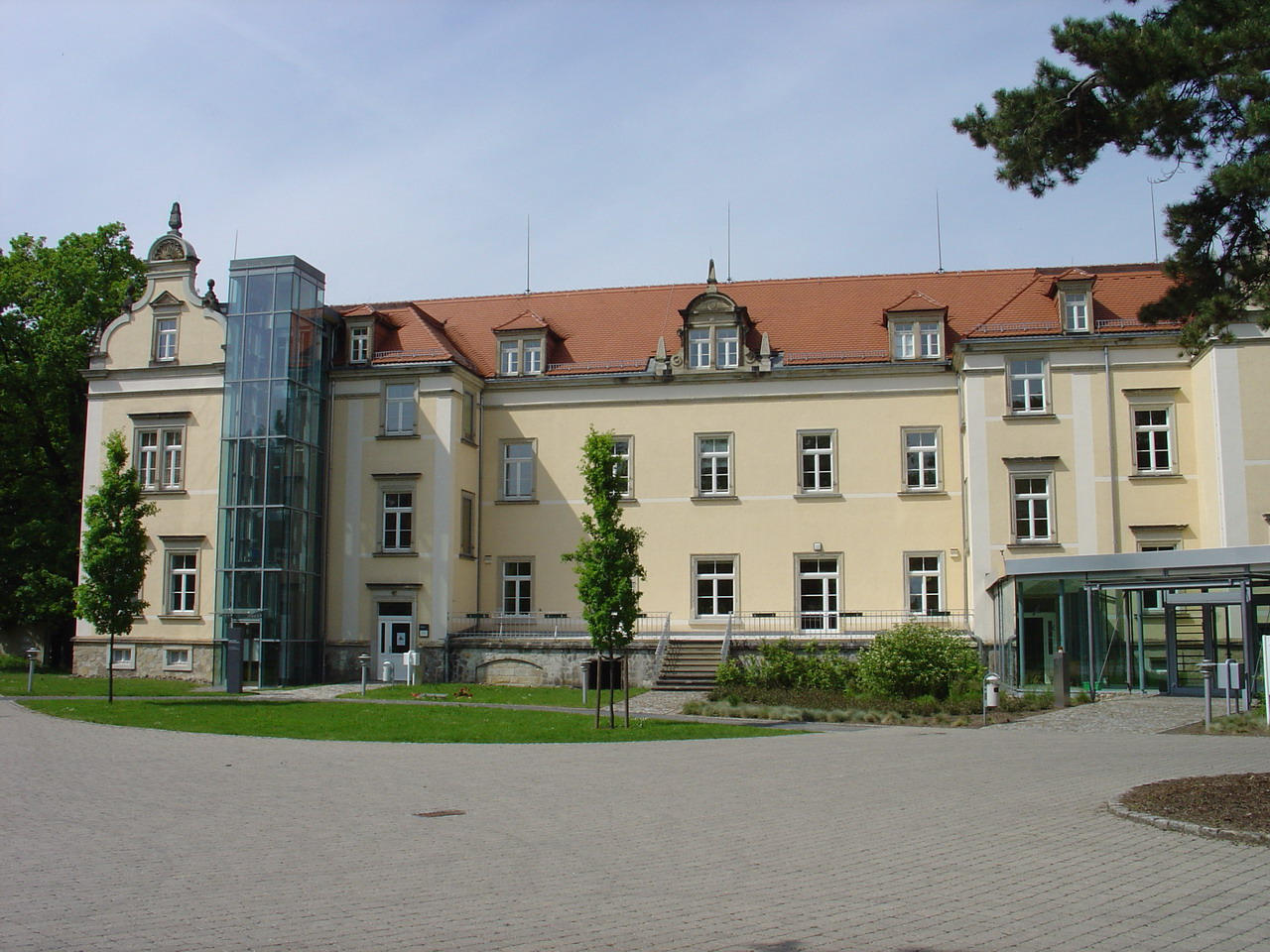
Budynek zamku Sonnenstein w którego piwnicach zabito co najmniej 13 720 chorych psychicznie oraz 1031 więźniów obozów koncentracyjnych w ramach akcji T4 i 14f13

Miejscem, gdzie po raz pierwszy na pewno zastosowano takie ruchome komory, był szpital psychiatryczny w Owińskach koło Poznania. Druga tura pacjentów z Owińsk została zamordowana za pomocą samochodu-komory gazowej najprawdopodobniej w listopadzie 1939 r. W szpitalach uśmiercano głównie pacjentów narodowości polskiej, choć np. do Piaśnicy przewożono także pacjentów niemieckich. Pacjentów szpitala „Kochanówek” w Łodzi zgładzono w marcu 1940 r. przy pomocy ruchomej komory gazowej, a w lipcu oraz sierpniu 1941 r. (150 pacjentów przebywających w szpitalu i ok. 100, które niegdyś były tu leczone) wywieziono prawdopodobnie do lasów lućmierskich i tam wymordowano przy pomocy broni palnej.
W lutym 1940 r. ustalono listę 6 „oficjalnych” ośrodków zagłady osób niepełnosprawnych, głównie dorosłych, oznaczonych literami „A”, „B”, „Be”, „C”, „D”, „E”. Pierwszym działającym ośrodkiem zagłady osób chorych psychicznie i niepełnosprawnych na terenie przedwojennej Rzeszy, był zamek w Grafeneck, a następnie Brandenburg, Hartheim, Sonnenstein koło Pirny, Bernburg (Saale) oraz Hadamar. Poza nimi działały „nieoficjalne” ośrodki zagłady (czasem nazywanej w literaturze przedmiotu „dziką eutanazją”), głównie na terenie kraju Warty, w których zabijano także dzieci. Po przedostaniu się informacji o akcji T4 do publicznej wiadomości i protestach kół kościelnych (zwłaszcza po publicznym kazaniu, wygłoszonym 3 sierpnia 1941 r. w kościele St. Lamberti w Moguncji przez katolickiego biskupa Clemensa Augusta hrabiego von Galena) oficjalnie wstrzymano jej realizację od 24 sierpnia 1941 r. Biskup Galen w kazaniu nazwał „zabijanie z litości” zwyczajnym morderstwem: Biada ludowi Niemiec, gdzie zabija się niewinnych, a ich mordercy pozostają bezkarni. (...) Nie mamy do czynienia z maszynami, końmi i krowami, których jedyny cel polega na służeniu ludzkości, wytwarzaniu dóbr dla człowieka. Maszyny można złomować, a zwierzęta zaprowadzić do rzeźni, kiedy nie spełniają już swoich funkcji. Nie, mamy do czynienia z ludzkimi istotami, naszymi bliźnimi, naszymi braćmi i siostrami. Z biednymi chorymi ludźmi – jeśli chcecie: ludźmi nieproduktywnymi. Ale utracili oni prawo do życia? Czy wy i ja sam mamy prawo żyć tylko tak długo, jak długo jesteśmy użyteczni, dopóki inni uznają nas za takich?. Kazanie powielane w wielu egzemplarzach było kolportowane w całym kraju. Mówiło o nim radio BBC. Jego czytanie było karane zesłaniem do obozu koncentracyjnego. Przeciwko Galenowi nie podjęto żadnych restrykcji z obawy przed opinią społeczną, jednak po zamachu na Hitlera w lipcu 1944 r. osadzono biskupa w obozie koncentracyjnym w Sachsenhausen. Zmarł po wojnie w 1946 r. (w 2005 r. został ogłoszony przez papieża Benedykta XVI błogosławionym).
Niemniej jednak w niektórych ośrodkach (np. w Hartheim, Bernburg (Saale), Sonnenstein) nadal zabijano więźniów obozów koncentracyjnych, a personel i urządzenia komór gazowych z pozostałych wysłano do obozów zagłady w Treblince, Bełżcu i Sobiborze.
Między innymi w ramach tej akcji zginęło wielu polskich księży uwięzionych w październiku 1941 r. w ramach akcji skierowanej przeciwko kościołowi katolickiemu na terenie Kraju Warty, których osadzono w obozie koncentracyjnym Dachau. Zabijano ich w komorze gazowej w zamku Hertheim, wywożonych tam tzw. „transportami inwalidów”, np. ks. Leona Stypułkowskiego z Ozorkowa.
17 listopada 1942 r. zwołano w Monachium tajną naradę na której nieoficjalnie wznowiono akcję T4. Zalecano na niej stosowanie „specjalnej diety” dla „beznadziejnie chorych pacjentów” szpitali psychiatrycznych na terenie Bawarii, prowadzącej do „powolnej śmierci, która powinna nastąpić po mniej więcej trzech miesiącach”. Pokłosiem tej narady była tajna dyrektywa wydana w Berlinie 30 listopada 1942 r. skierowana do wszystkich szpitali psychiatrycznych, nakazująca głodzenie pacjentów. Zgodnie z nią „w związku z wojenną sytuacją żywnościową i zdrowiem pacjentów istniejących szpitali”, pacjentów „u których nie uzyskuje się wyraźnych postępów w leczeniu” należało „bezzwłocznie” poddać „specjalnej diecie”, w domyśle głodowej (przykładowo: „dieta beztłuszczowa” wymyślona i stosowana przez dr Valentina Faltlhausera, która w ciągu trzech miesięcy doprowadzała do obrzęków głodowych. Składała się ona wyłącznie z warzyw – ziemniaków i ogórków – gotowanych na wodzie). Ponadto niektórzy psychiatrzy niejawnie zabijali chorych przy pomocy zastrzyków. Ostatnie zabójstwo przy pomocy zastrzyku niepełnosprawnego czteroletniego dziecka nazwiskiem Richard Jenne miało miejsce w trzy tygodnie po kapitulacji III Rzeszy – 29 maja 1945 w szpitalu w Kaufbeuren k. Monachium. Była to zapewne ostatnia ofiara akcji T4.

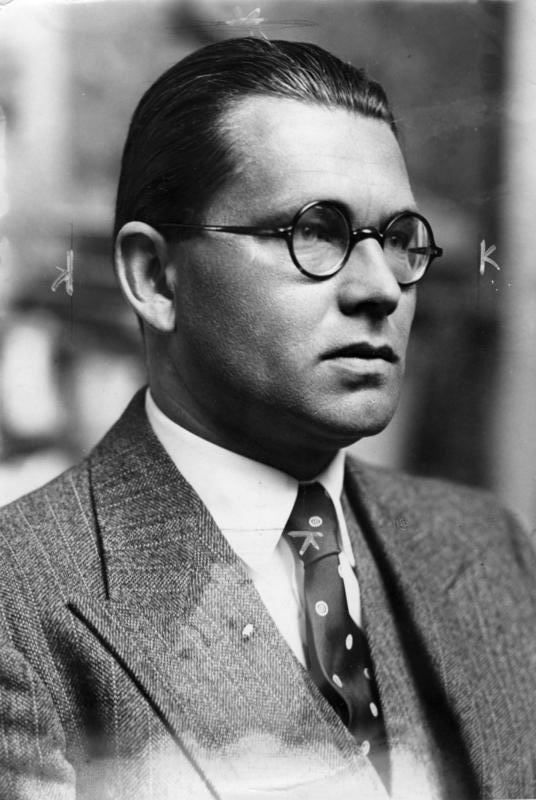
Philipp Bouhler Szef programu T4

W akcję T4 było zaangażowanych wielu lekarzy III Rzeszy (głównie psychiatrów, neurologów i pediatrów), m.in. (alfabetycznie): dr Ernst Buchalik, prof. Werner Catel, prof. Max de Crinis, dr Irmfried Eberl, Helmuth Ehrhardt, dr Valentin Faltlhauser, dr Elisabeth Hecker, prof. dr Werner Heyde, dr Herbert Linden, dr Josef Mengele, dr Friedrich Mauz, Theo Niebel, prof. Paul Nitsche, dr Friedrich Panse, dr Hermann Pfannmüller, prof. Ernst Rüdin, dr Carl Schneider, Weinier Sengenhof, dr Carl Hans Heinze Sennhenn, Hellmuth Unger, prof. Otmar Freiherr von Verschuer, prof. Werner Villinger, Erhard Wetzel.
Po II wojnie światowej, poza procesem przed Międzynarodowym Trybunałem Wojskowym w Norymberdze, toczył się osobny proces lekarzy w wyodrębnionym procesie towarzyszącym przed Amerykańskim Trybunałem Wojskowym Nr 1 w Norymberdze – wśród 27 sądzonych lekarzy niemieckich siedmiu zostało skazanych na śmierć przez powieszenie, pięciu na karę dożywocia, dwóch na 20 lat więzienia, jeden na 15 lat więzienia oraz jeden na 10 lat. Pozostałych lekarzy uniewinniono.
Dodatkowo toczyły się w innych miastach procesy lekarzy i głównych wykonawców akcji T4:
- Paul Nitsche – w 1946 skazany na karę śmierci przez trybunał radziecki w Dreźnie i zgilotynowany.
- Friedrich Mennecke i Hermann Pfannmüller – w 1946 skazani na karę śmierci przez sąd niemiecki we Frankfurcie; Mennecke zmarł w 1947 w więzieniu a Pfannmüller, po ponownym rozpatrzeniu sprawy przez sąd, został skazany na 6 lat więzienia.
- Werner Heyde i Alfred Tillman – popełnili samobójstwo przed procesem przed sądem we Frankfurcie.
- Karl Brandt – osobisty lekarz Hitlera, skazany w 1947 na karę śmierci i powieszony w 1948 roku.
- Bernard Bohne i Josef Mengele – uniknęli odpowiedzialności uciekając do Argentyny.
- Horst Schumann – przed sądem w 1970 uniknął odpowiedzialności ze względu na zły stan zdrowia
- Hans Hefelman, zastępca Victora Bracka (kierującego wydziałem 2 w Kancelarii Führera, zajmującym się od 1934 przygotowaniami i planowaniem akcji T4) – sąd z braku dowodów nie wykazał winy oskarżonego i zawiesił proces na czas nieokreślony.
- Emil Mazuw – dowódca SS i Policji prowincji pomorskiej skazany został na 18 lat za uczestnictwo w programie T4[15][16].

## Miejsca zagłady
Zagłada osób psychicznie chorych prowadzona w ramach akcji T4 odbywała się w następujących miejscach.
| Oznaczenie i nazwa ośrodka zagłady                                 | Miejscowość                               | Okres w którym dokonywano zagłady                                                           | Liczba ofiar           |
| ------------------------------------------------------------------ | ----------------------------------------- | ------------------------------------------------------------------------------------------- | ---------------------- |
| A Grafeneck                                                        | Gomadingen                                | 20 stycznia 1940 – grudzień 1940                                                            | 9839                   |
| B Brandenburg (Görden)                                             | Brandenburg nad Hawelą                    | 8 lutego 1940 – październik 1940                                                            | 9772                   |
| C Hartheim                                                         | Alkoven koło Linzu                        | 6 maja 1940 – grudzień 1944                                                                 | 18 269 (do końca 1941) |
| D Sonnenstein                                                      | Pirna                                     | czerwiec 1940 – wrzesień 1942                                                               | 13 720 (do końca 1941) |
| Be Bernburg (Saale)                                                | Bernburg (Saale)                          | 21 listopada 1940 – 30 lipca 1943                                                           | 8601 (do końca 1941)   |
| E Hadamar                                                          | Hadamar                                   | styczeń 1941 – 31 lipca 1942                                                                | 10 072 (do końca 1941) |
| Heil- und Pflegeanstalt Kaufbeuren-Irsee                           | Kaufbeuren (Bawaria)                      | 1940?–29 maja 1945                                                                          | 2000 (głównie dzieci)  |
| Wojewódzki Zakład Psychiatryczny w Owińskach i Fort VII w Poznaniu | Owińska k. Poznania i Fort VII w Poznaniu | 15 września 1939 – 20 grudnia 1939.                                                         | 1100                   |
| Krajowy Zakład Psychiatryczny w Świeciu                            | Świecie                                   | wrzesień 1939 – październik 1939                                                            | 1350                   |
| Szpital psychiatryczny w Kocborowie                                | Starogard Gdański                         | 29 listopada 1939 – 20 grudnia 1939                                                         | 2342                   |
| Wojewódzki Szpital dla Nerwowo i Psychicznie Chorych w Dziekance   | Dziekanka k. Gniezna                      | grudzień 1939 – styczeń 1940, czerwiec 1941                                                 | 2080                   |
| Wojewódzki Komunalny Szpital Psychiatryczny w Chełmie              | Chełm Lubelski                            | 12 stycznia 1940                                                                            | 440                    |
| Wojewódzki Zakład Psychiatryczny w Kościanie                       | Kościan                                   | styczeń 1940 – luty 1940                                                                    | 3334                   |
| Wojewódzki Szpital dla Psychicznie i Nerwowo Chorych w Gostyninie  | Gostynin                                  | 3 lutego 1940 – 9 lipca 1940.                                                               | 107                    |
| Szpital psychiatryczny w Kochanówce                                | Kochanówka k. Łodzi                       | 13 marca 1940 – 15 marca 1940, 27 marca 1940 – 28 marca 1940, czerwiec 1940 – sierpień 1940 | 690                    |
| Schronisko dla umysłowo chorych gminy żydowskiej w Łodzi           | Łódź, ul. Wesoła 17                       | marzec 1940, 29 lipca 1941, kwiecień 1942 – grudzień 1942                                   | 284                    |
| Publiczny Szpital Psychiatryczny w Warcie                          | Warta k. Sieradza                         | 2 kwietnia 1940 – 4 kwietnia 1940                                                           | 499                    |
| Szpital psychiatryczny w Międzyrzeczu (Meseritz-Obrawalde)         | Międzyrzecz                               | 1942–1945                                                                                   | ok. 10 000             |
| Wojewódzki Szpital dla Psychicznie i Nerwowo Chorych w Choroszczy  | Choroszcz k. Białegostoku                 | 1941                                                                                        | 464                    |
| Państwowy Zakład dla Umysłowo i Nerwowo Chorych w Kobierzynie      | Kobierzyn k. Krakowa                      | 23 czerwca 1942                                                                             | ok. 1000               |
| Szpital psychiatryczny Zofiówka w Otwocku                          | Otwock                                    | sierpień 1942                                                                               | 110                    |
| Śląski Zakład Psychiatryczny w Lublińcu                            | Lubliniec                                 | sierpień 1942 – listopad 1944                                                               | 221 (dzieci)           |
| .                                                                  | Działdowo (Soldau)                        | 21 maja 1940 – 8 czerwca 1940                                                               | ponad 1500             |
| .                                                                  | Wilno                                     | 1941                                                                                        | 900                    |
| .                                                                  | Piaśnica Wielka k. Wejherowa              | październik 1939                                                                            | 1200                   |
| Śląski Zakład Psychiatryczny w Rybniku                             | Rybnik                                    | 1940–1945                                                                                   | 2000                   |
| Wąski Las                                                          | Wąski Las k. Makowa Mazowieckiego         | 12 lutego 1940                                                                              | 500                    |

## Znaczenie akcji T4
Akcja T4 była pewnego rodzaju przełamaniem barier etycznych wśród społeczeństwa niemieckiego – jakkolwiek miała ona półoficjalny charakter – oraz wśród niemieckich kręgów medycznych i naukowych, a także elit władzy i administracji. Istnieje pogląd, że przyzwolenie i tolerowanie tego procederu w licznych kręgach ówczesnych elit niemieckich świadczy o głębokim kryzysie moralno-etycznym ówczesnego społeczeństwa niemieckiego. Akcja T4 nie została unormowana ustawowo. Pochodzący z 1940 r. projekt ustawy legalizującej eutanazję nie został przyjęty z przyczyn politycznych. Mimo protestów niektórych grup społecznych, społeczeństwo niemieckie i niemieccy lekarze zaakceptowali w dużej części masowe zabijanie „ze wskazań społecznych”. Stała się ona wstępem do masowych mordów ludności „obcej rasowo” (Holocaust) i umożliwiła opracowanie sprawnej organizacyjnie i „technologicznie” machiny śmierci.
Centrala T4 w Berlinie opublikowała oficjalne sprawozdanie z przeprowadzonej akcji w latach 1940–1942. Raport podzielono na dwie części. W pierwszej z nich podsumowano liczbę zabitych osób. Według niego w 1940 r. zamordowano w Niemczech 35 224 chorych, a w 1941 – 35 049, co do 1 września 1941 r. dało ogólną sumę 70 273 pacjentów . Druga część raportu „Was wird durch die Desinfektion von 70 273 Kranken an RM erspart?” wyliczała jakie oszczędności dałaby akcja T4 dla budżetu III Rzeszy w trakcie następnych 10 lat jej kontynuowania. Wyliczono w nim szczegółowo koszt utrzymania jednego pacjenta oraz zestawienie, ile pacjenci zjedliby poszczególnych produktów spożywczych, jak chleb, mąka, margaryna, jaja, ser, jarzyny, sól itp. Z obliczeń tych wynikało na przykład, że przez 10 lat zaoszczędzono by 33 731 041 jaj i 88 544 040 kg jarzyn. Ustalając koszt dzienny utrzymania pacjenta na 3,50 marki, obliczono w raporcie, że suma oszczędności wyniosła 885 439 800 marek niemieckich.

## Odniesienia w kulturze

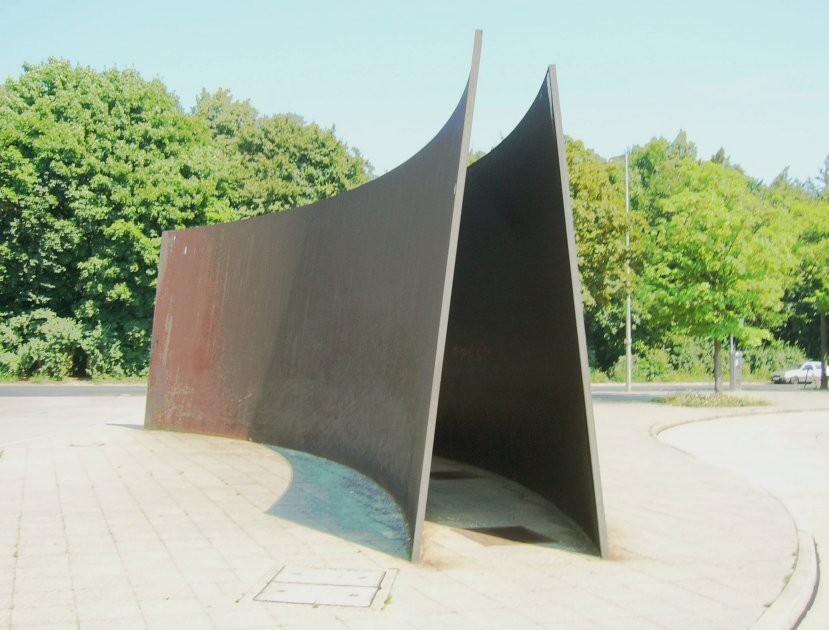
Pomnik ze stalowych płyt autorstwa Richarda Serry ku pamięci ofiar akcji T4 umieszczony w 1986 r. w miejscu nieistniejącego budynku przy Tiergartenstraße 4 w Berlinie

- Szpital Przemienienia – powieść Stanisława Lema z 1955 roku oraz nakręcony na jej podstawie film z 1978 roku (reż. Edward Żebrowski).
- Gdzieśkolwiek jest, jeśliś jest – film fabularny w reżyserii Krzysztofa Zanussiego z 1989 roku[24]
- Ale mnie strzeż od wszelkiego zła – powieść Izabeli Buckiej, literacki debiut roku 2018.
- Amen. – niemiecko-rumuńsko-francuski film fabularny z 2002 roku (reż. Costa-Gavras).
- Śmierć psychiatry. Eugenika i totalitaryzm – polski film dokumentalny z 2012 roku (reż. Amelia Łukasiak i Sławomir Małoicki).
- Sierpniowa mgła („Nebel im August”) – niemiecki film fabularny z 2016 roku (reż. Kai Wessel) na podstawie powieści Roberta Donesa „Nebel im August: Die Lebensgeschichte des Ernst Lossa”.
- Rausz – powieść Tomasza Białkowskiego z 2016 roku (Wyd. Muza) w całości poświęcona akcji T4.
- Obrazy bez autora („Werk ohne Autor”) – niemiecko-włoski film fabularny z 2018 roku (reżyseria i scenariusz Florian Henckel von Donnersmarck), oparty na biografii malarza Kurta Barnerta.
- Góra Tajget – powieść Anny Dziewit-Meller, losy rodziny uwikłanej w historię, dziejące się na Śląsku a zwłaszcza w cieniu byłego nazistowskiego szpitala, w którym uśmiercano dzieci w ramach akcji T4[25].
- Pulverkopf – powieść Edwarda Pasewicza z 2021 roku (Wyd. Wielka Litera), gdzie istotna jest historia szpitala psychiatrycznego Obrawalde w Międzyrzeczu, w którym zamordowano 10 tys. ludzi[26].